# TRIZ
TRIZ je zkratka názvu původem ruské metodiky "Těorija rešenia izobretatělskich zadač", založené Genrichem Saulovičem Altšullerem a rozvinuté jeho žáky.
Slovní spojení "Tvorba a řešení inovačních zadání" je českým překladem této metodiky.[zdroj?]

## Úvodní informace
Metodika TRIZ je určena pro techniky, inženýry, učitele odborných předmětů a další, kteří hledají tvůrčí řešení zejména technických problémů. Respektuje systémový přístup k problému, umožňuje inspirativním, atraktivním a osvojitelným způsobem nalézat koncepty (ideje, nápady) jak zdokonalit a inovovat techniku. Metodika TRIZ je významnou podporou řešitele. Goldfire je software podpora metodiky TRIZ.[ujasnit] Poskytuje sémantický způsob zpracování elektronicky dostupných dokumentů včetně patentů a tím činí vyhledávání relevantních informací až znalostí velmi efektivní. 

## Historie
Metodika TRIZ vznikala přibližně od roku 1946 studiem ohromného množství patentů a následným zobecněním úspěšných řešitelských postupů, které objektivně vedly řešitele (vynálezce) k úspěšnému a patentovanému technickému řešení.
Metodika TRIZ v posledním desetiletí[kdy?] zaujímá mezi jinými metodami podpory technické tvůrčí práce (brainstorming, synektika,…) zcela dominantní postavení, protože respektuje jak potřebný systémový přístup ve fázi analýzy (rozboru) řešeného problému, aby byly nejprve zformulována správná inovační zadání (Co řešit a Proč řešit, aby bylo dosaženo vytyčeného cíle) i správně formulovaná inovační zadání (stručně, jasně), potom podněcuje potřebnou kreativitu (invenci, tvořivost) řešitele ve fázi syntézy (hledání řešení, nápadu, konceptu řešení), a to doporučeními získanými zobecněním poznatků ze studia patentů. Současný software Goldfire Innovator je znalostní podporou řešitele a precizním vyhledávačem relevantních informací až znalostí v elektronicky dostupném prostředí Internetu (patenty, významné informační portály, deep web, atd. )

## Uživatelé
Metodiku TRIZ používají firmy jako ELMARCO, NASA, Siemens, BOSCH, General Motors, Procter and Gamble, Alcan, Schneider Electric a mnohé další.[zdroj?] Také VUT v Brně, VŠB Ostrava, TU Liberec, ČVUT Praha.